# Casarejos
Casarejos è un comune spagnolo di 169 abitanti situato nella comunità autonoma di Castiglia e León.